# Iwan Fjodorowitsch Mitschurin
Iwan Fjodorowitsch Mitschurin (russisch Иван Фёдорович Мичурин; * 1700 im Gouvernement Kostroma; † 1763 in Prag) war ein russischer Architekt des  Barock.

## Leben
Mitschurin war der Sohn eines verarmten Grundherrn. Von 1718 bis 1720 studierte er in St. Petersburg an der Marine-Akademie. 1723 reiste er mit einem Stipendium Peters I. nach Holland und studierte Ingenieurswesen und Architektur bis 1729.
In Moskau unterrichtete Mitschurin junge Architekten in Zeichenkunst, Arithmetik, Theorie der Säulenordnung und verteilte praktische Übungsaufgaben. Nach dem Brand 1737 in Moskau leitete Mitschurin den Wiederaufbau fast aller Kirchen und Regierungsgebäude im Kreml und insbesondere den des Nikolausturms sowie den der Basilius-Kathedrale. 1739 zeichnete er einen Plan der Hauptstadt Moskau. Für die Krönung Elisabeths 1742 wurden Triumphtore gebaut, und Mitschurins Zeichnungen wurden in das Krönungsalbum aufgenommen. Eines seiner Projekte war der Bau des mehrstufigen Glockenturms mit verschiedenen Säulenordnungen für die  Moskauer Paraskewa-Pjatniza-Kirche, die in den 1930er Jahren abgerissen wurde. 1741 begann Mitschurin den Bau der Kirche des Heiligen Nikolaus zu Sajaizkoje im Moskauer Stadtteil Samoskworetschje. Die Kirche stürzte 1743 wegen unzureichender Fundamente ein und wurde auf neuen Fundamenten von seinem Schüler Dmitri Wassiljewitsch Uchtomski wieder aufgebaut.
In Kiew leitete Mitschurin den Bau des Marienpalasts und der St.-Andreas-Kirche nach Projekten Bartolomeo Francesco Rastrellis. Damit markierte Mitschurin den Übergang vom Naryschkin-Barock zum Stil Rastrellis.
1749–1758 baute Mitschurin die Kathedrale des Swenski-Kloster an der Einmündung der Swin in die Desna (Oblast Brjansk). Er leitete den Bau der Trinitatiskirche am Moskauer Arbat, die 1930 geschlossen und dann abgerissen wurde, und Bauarbeiten im Chrysostomos-Kloster (1933 abgerissen). Mitschurins letztes Projekt war der Glockenturm des Dreifaltigkeitsklosters von Sergijew Possad, der von Dmitri Wassiljewitsch Uchtomski vollendet wurde.

## Werke

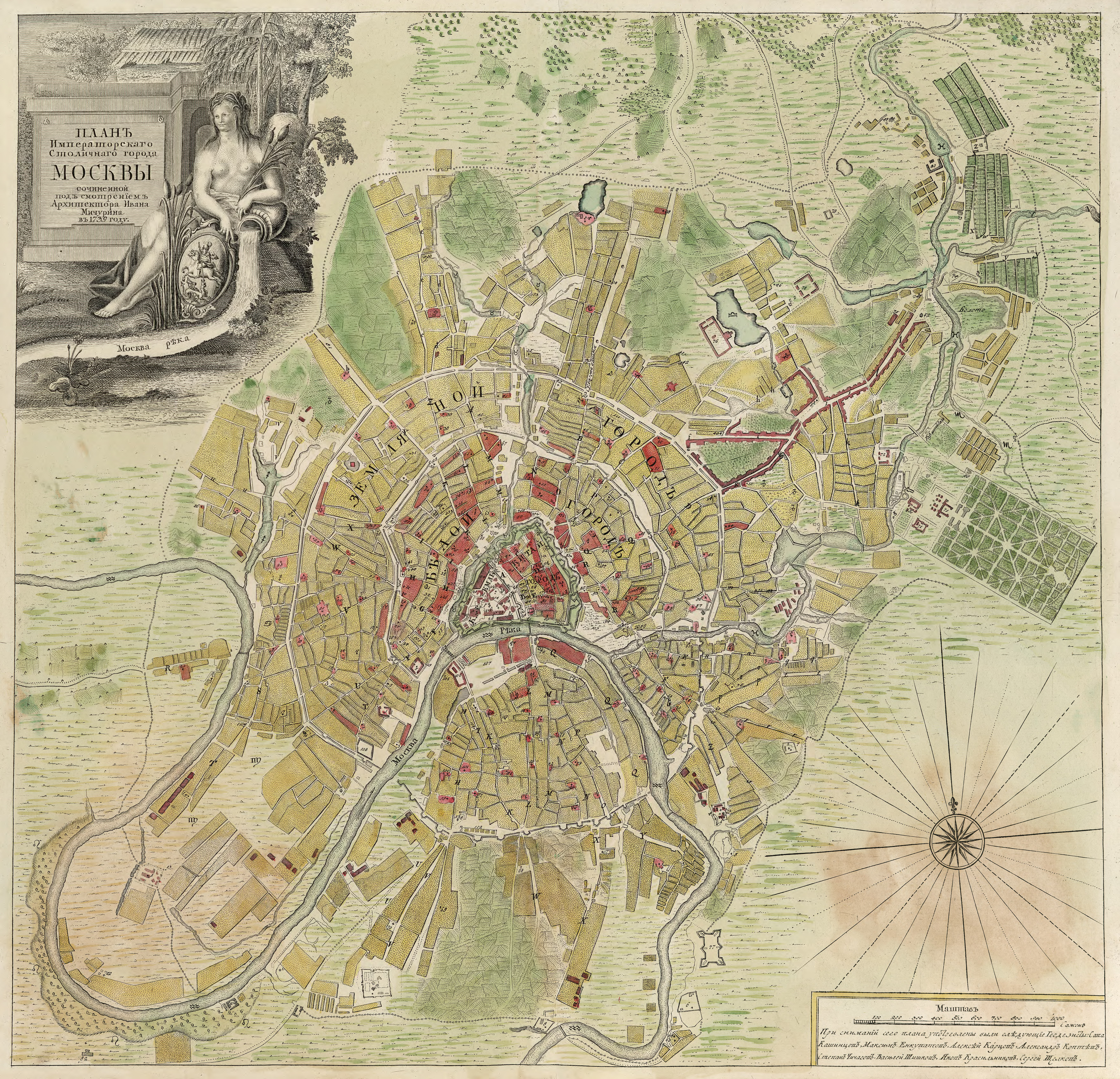
Plan der Hauptstadt Moskau
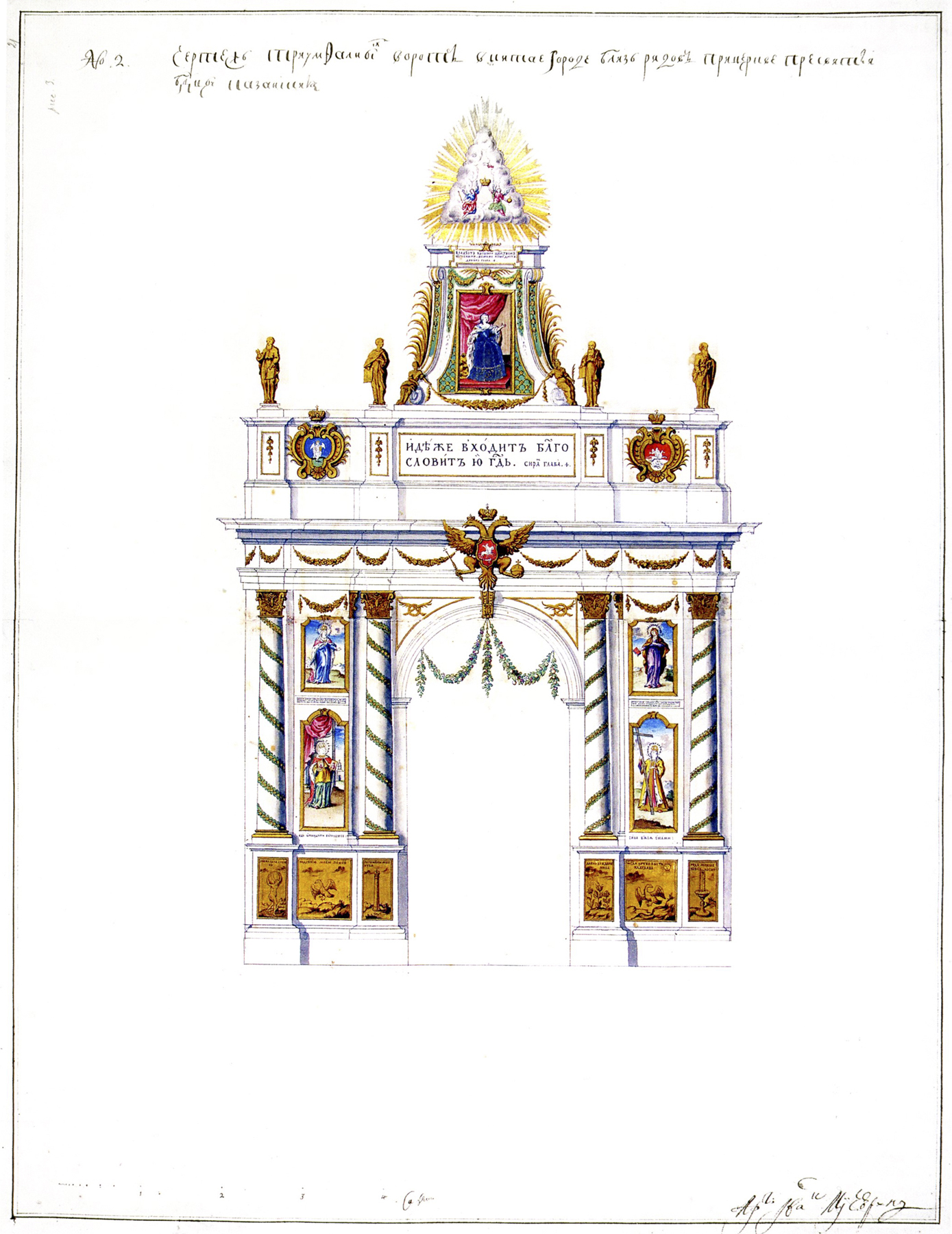
Triumphtor an der Kasan-Kirche
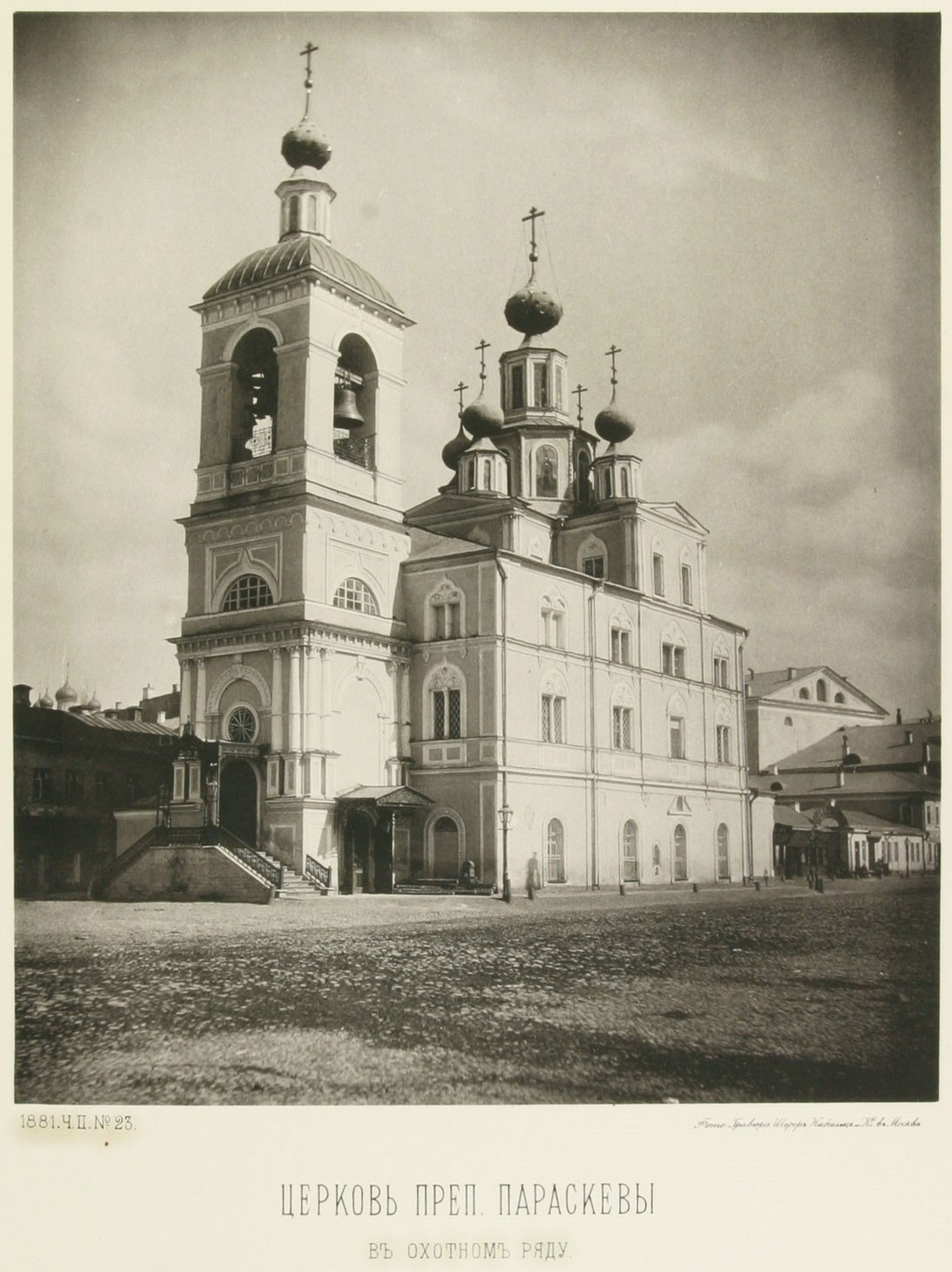
Paraskewa-Pjatniza-Kirche, Moskau
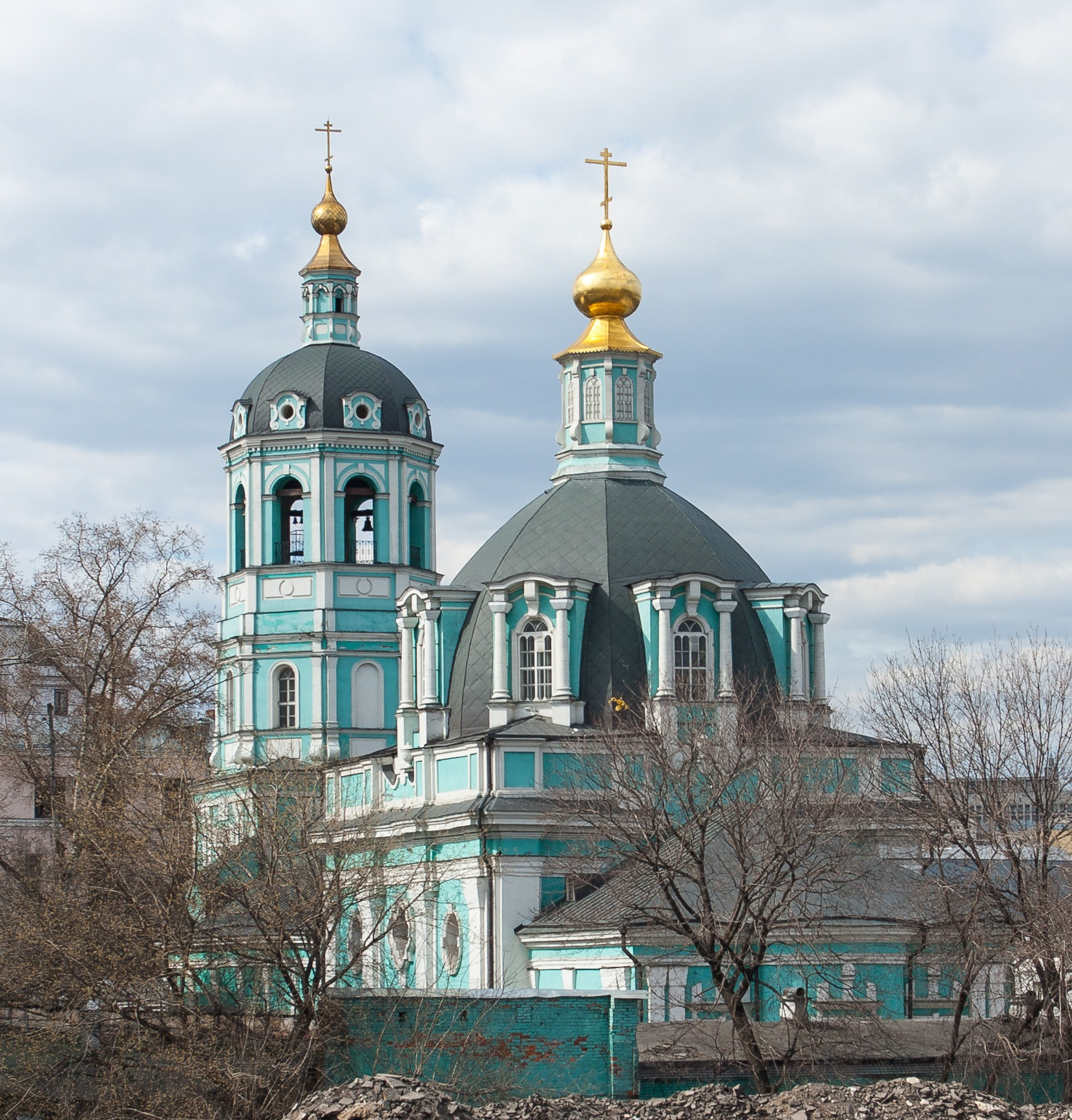
Kirche des Heiligen Nikolaus zu Sajaizkoje, Moskau
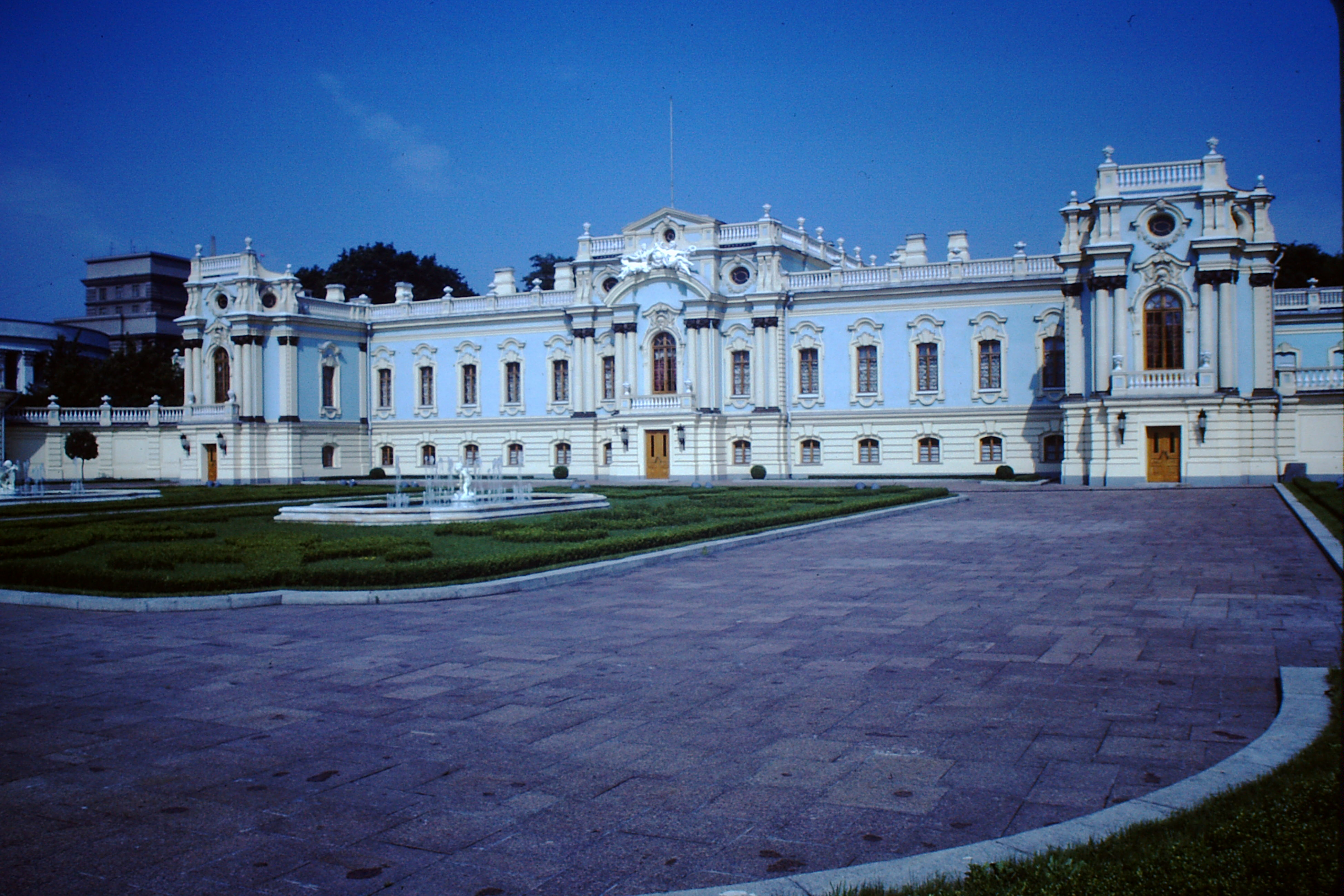
Marienpalast, Kiew
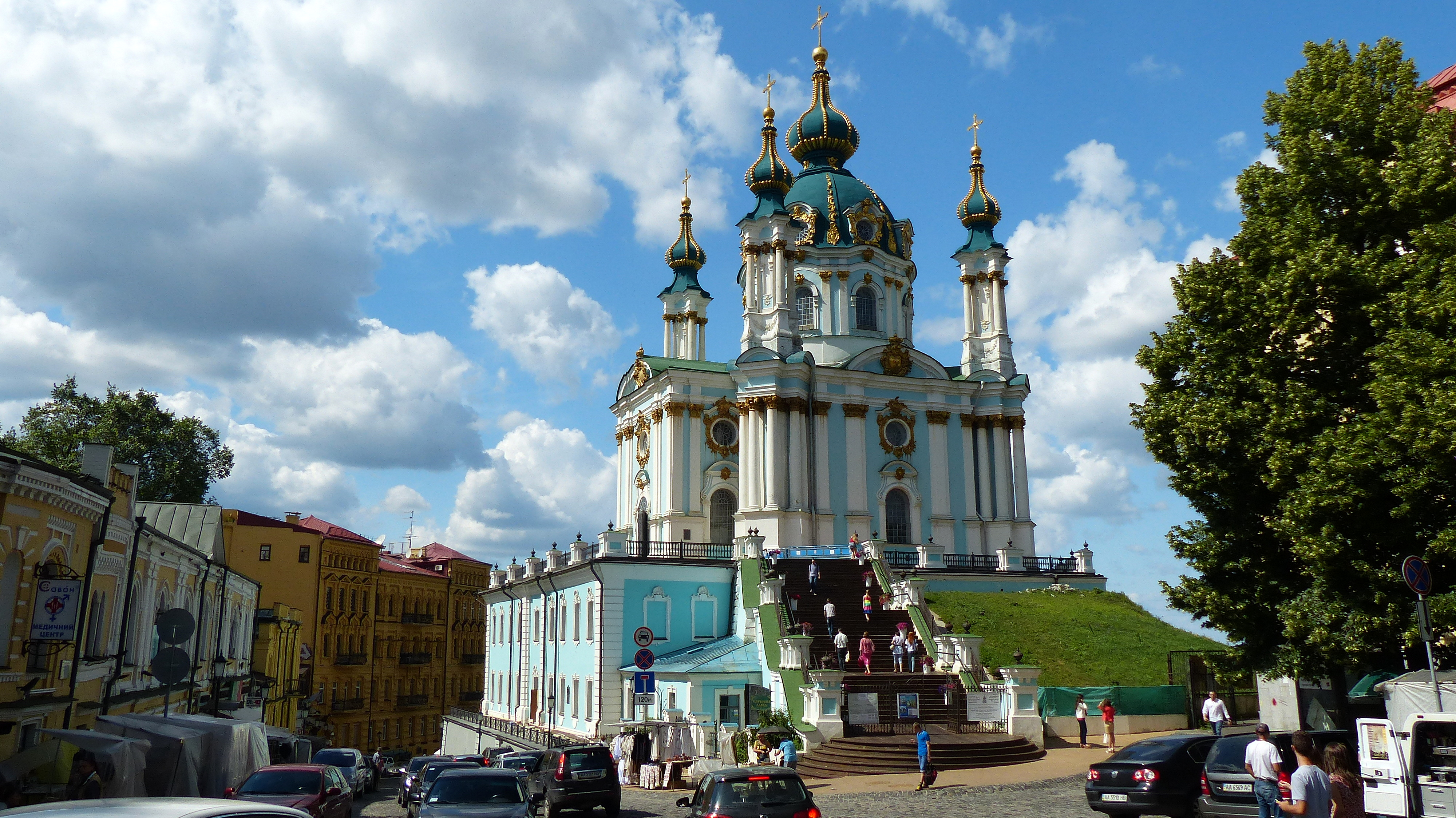
St.-Andreas-Kirche, Kiew
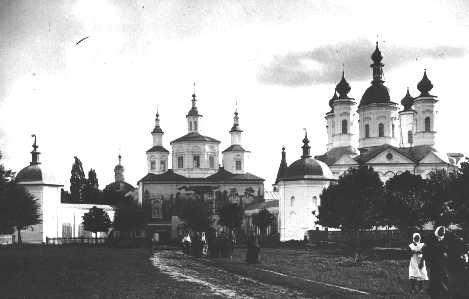
Swenski-Kloster
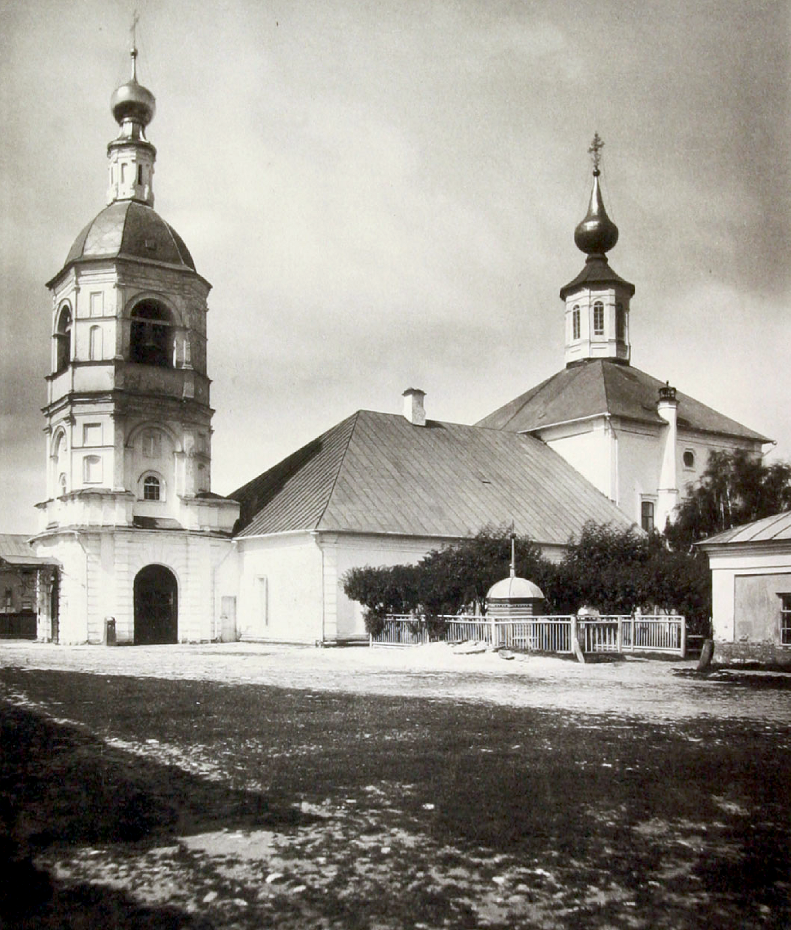
Trinitatiskirche, Arbat, Moskau
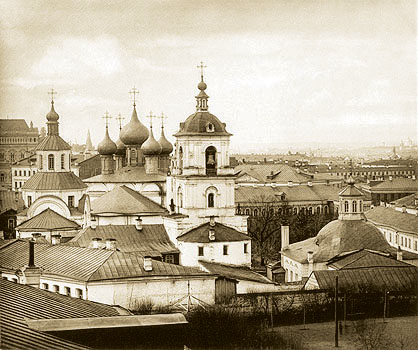
Chrysostomos-Kloster, Moskau
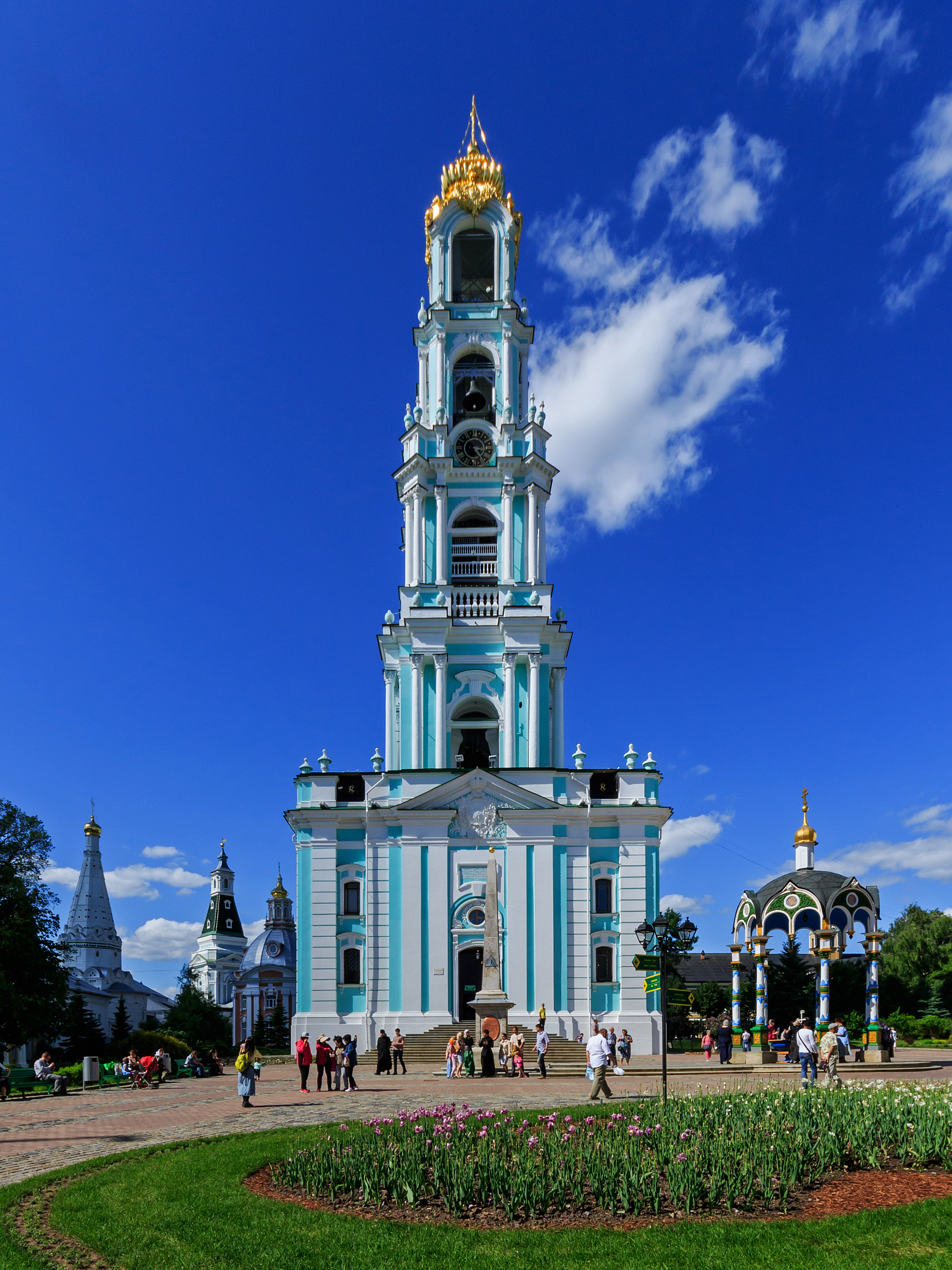
Glockenturm des Dreifaltigkeitsklosters von Sergijew Possad